# 箸尾高春
箸尾 高春（はしお たかはる）は、戦国時代から江戸時代初期にかけての武将、大名。

## 生涯
箸尾氏は大和国の国人。高春の家系は室町時代に活動した箸尾宗信・為国父子とは別系統。
天文15年（1546年）、誕生。大和の国人領主として当初は筒井順慶と戦ったが（筒井城の戦い）、後に順慶の妹を正室に迎えて和睦し臣従した。この時、順慶から2万5,000石を与えられ、その前から支配していた知行と併せて4万石となった。後に織田信長によって松永久秀が大和守護に任命された際にはこれに従っているが、これも一時的なもので、久秀が信長と対立する前に筒井氏に再び所属している。ただ、その後もしばしば筒井氏とは戦闘を行っており、必ずしも完全な従属関係ではなかったようで、つかず離れずの関係は天正8年（1580年）に信長が順慶に大和一国を任せるまで続いている。
順慶の従弟・定次が伊賀国に移封されると、その後に大和に入ってきた豊臣秀長に仕えた。秀長の死後は豊臣秀保にも仕えたが、秀保の死後は豊臣秀吉の直臣となった。慶長4年（1599年）の時点で大和広瀬郡内2万石、箸尾城主。
慶長5年（1600年）の関ヶ原の戦いでは西軍に与して本多俊政の高取城を攻めたため、戦後に改易された。慶長19年（1614年）の大坂冬の陣直前に大野治房の誘いを受けて筒井氏の旧臣を糾合して、大坂城に入る。そして大野治長配下として奮戦した。
慶長20年（1615年）の大坂夏の陣で戦死したとも言われているが、大坂城落城後、大和に逃走して間もなく病死したとも言われている。